# Cruïlles, Monells i Sant Sadurní de l’Heura
Cruïlles, Monells i Sant Sadurní de l'Heura – gmina w Hiszpanii, w prowincji Girona, w Katalonii, o powierzchni 99,65 km². W 2011 roku gmina liczyła 1253 mieszkańców.